# 5.000 lire

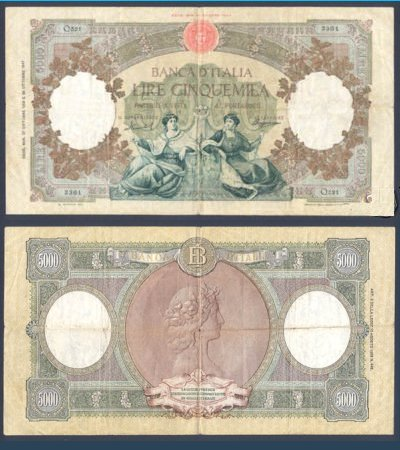
La banconota da 5 000 lire serie Repubbliche Marinare, emessa dal 1948 al 1963

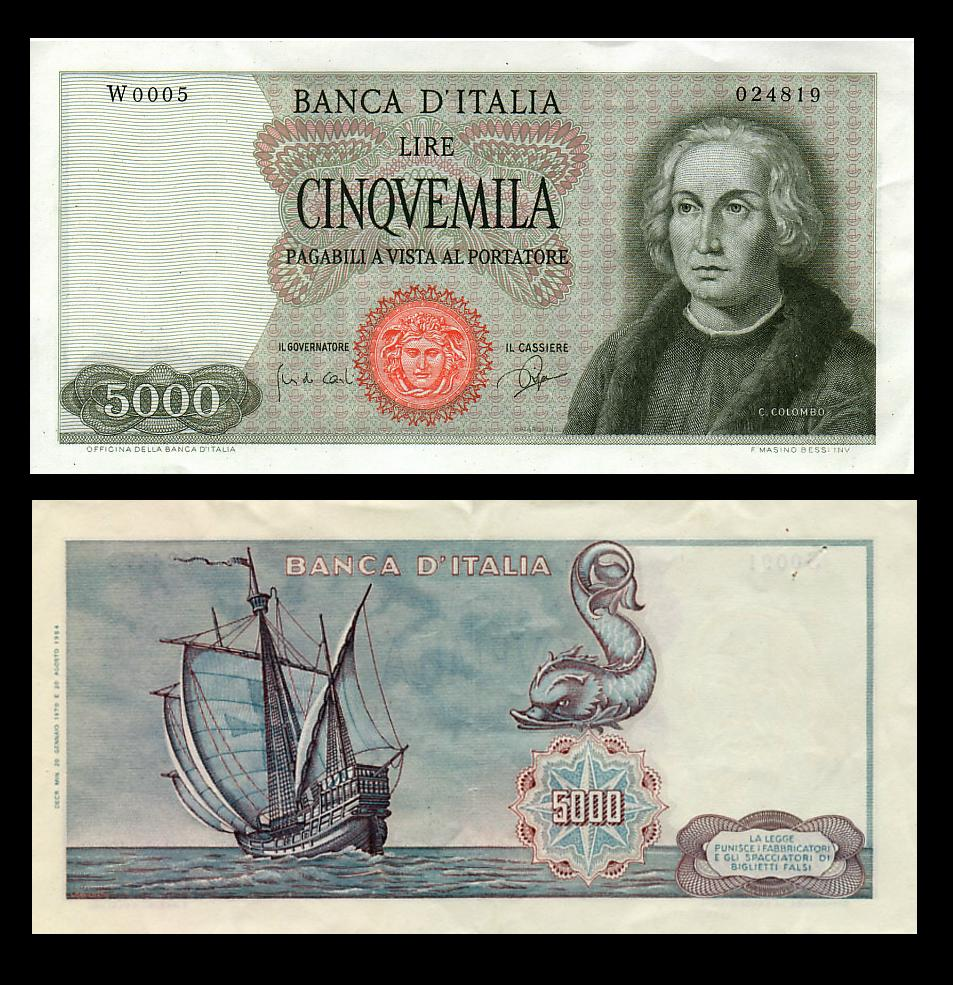
La prima versione della banconota da 5 000 lire con Cristoforo Colombo (una sola caravella), emessa dal 1964 al 1971

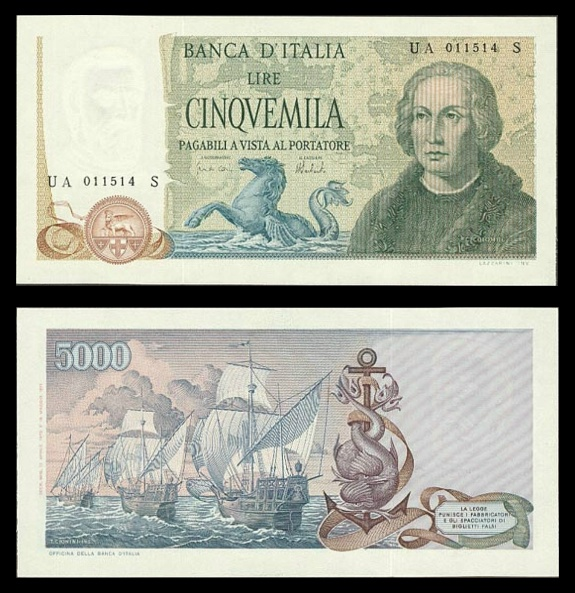
La seconda versione della banconota da 5 000 lire con Cristoforo Colombo (tre caravelle), emessa dal 1971 al 1979

La banconota da 5 000 lire è stata uno dei tagli di cartamoneta circolante in Italia prima dell'introduzione dell'euro.

## Storia
Il testo di legge che regolava gli istituti di emissione dell'aprile 1910 limitava al taglio di lire 1000 la possibilità di emettere banconote.
Sono riprodotte "con procedimento numismatico" due teste muliebri rivolte entrambe verso il centro, raffiguranti quella a sinistra un profilo di Cerere e quella destra il profilo dell'Italia. Colore blu celeste.
- Dimensioni: 233 mm ×122 mm (cornice rettangolare compresi i margini).
- Carta: bianca filigranata.
- Officina: Officina della Banca d'Italia.
- Numero di pezzi autorizzati: 9 000 000
- Normativa: decreto ministeriale 3 agosto 1945; decreto ministeriale 17 novembre 1947
- Entrata in circolazione: 24 luglio 1946
- Fuori corso: 30 giugno 1953

Poco dopo la fine della Seconda guerra mondiale, con un decreto ministeriale del 3 agosto 1945, la Banca d'Italia fu autorizzata all'emissione provvisoria di titoli al portatore che permettessero di far fronte alle esigenze. La Banca d'Italia emise quindi dei "titoli provvisori" da 5 000 e 10 000 lire che erano equivalenti come potere liberatorio ai biglietti a corso legale. Solo con la legge 1273 del 7 ottobre 1948 fu autorizzata l'emissione di banconote di questi tagli.

## Prima serie: Repubbliche Marinare
La prima apparizione del taglio da 5 000 lire avvenne nel 1947. Il biglietto sarebbe stato emesso fino al 1963. Il disegno al recto riproponeva il tema delle Repubbliche Marinare di Giovanni Capranesi, (già apparso su precedenti banconote). Il verso invece rappresenta l'effigie dell'Italia laureata.
Il contrassegno in un primo tempo (1947) è la testina d'Italia (per la sua rarità assai quotata sul mercato numismatico), poi ('47-'63) diviene quello della Medusa.
- Dimensioni: 233 mm × 122 mm  (compresi i margini bianchi)
- Entrata in circolazione: 2 luglio 1951
- Fuori corso: 30 giugno 1969

## Seconda e terza serie: Colombo
Dal 1964 al 1979, furono emesse due varianti delle 5 000 lire raffiguranti l'esploratore Cristoforo Colombo. La seconda variante fu emessa nel 1971. Furono incise da Trento Cionini.
Sul recto a sinistra del biglietto compare una riproduzione di una veduta marina con al centro la caravella Santa Maria.

### Variante del 1964
- Bozzetto: Florenzo Masino Bessi e Lazzaro Lazzarini
- Incisione: Trento Cionini
- Dimensioni: circa 144,5 mm × 70 mm (compresi i margini bianchi); circa 129,5 mm × 58 mm (la parte cromatica)
- Carta: filigranata bianca di impasto ad alte caratteristiche
- Caratteristiche tecniche: stampato in calcografia e in tipografia indiretta (offset-secca)
- Officina: Officina della Banca d'Italia
- Numero dei pezzi autorizzati: 265 000 000
- Entrata in circolazione: 23 dicembre 1964
- Fuori corso: 31 luglio 1977

### Variante dal 1971
Rispetto alla precedente serie del 1964 sul recto, pur restando il busto di Cristoforo Colombo rappresentato nel campo di destra, sono stati aggiunti un cavallo marino emergente dal mare e, sullo sfondo, una carta geografica quattrocentesca disegnata da Paolo Dal Pozzo Toscanelli. In filigrana è riprodotto il ritratto, visto di tre quarti, di Giovanni da Verrazzano, che sostituisce quello di Galileo.
Sul verso rispetto alla precedente serie del 1964, le Caravelle raffigurate passano da una a tre; è inoltre aggiunto un secondo delfino a quello intrecciato a un'ancora.
- Bozzetto: Lazzaro Lazzarini, Claudio Biancolini
- Dimensioni: 141,5 mm × 70 mm circa (compresi i margini); circa 129,5 mm × 58 mm (la parte cromatica)
- Carta: filigranata di colore bianco tendente all'avorio, di impasto speciale ad alte caratteristiche, con filo metallico di sicurezza
- Caratteristiche tecniche: stampato in calcografia e in letter-set
- Officina: Officina della Banca d'Italia
- Numero di pezzi autorizzati: 270 500 000
- Normativa: decreto ministeriale 15 maggio 1971
- Entrata in circolazione: 30 novembre 1972
- Fuori corso: 1º dicembre 1982

## Quarta serie: Antonello da Messina

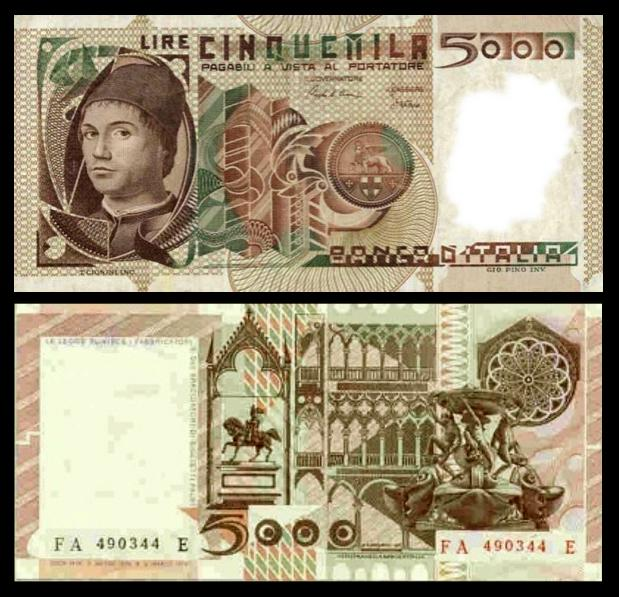
La banconota da 5 000 lire con Antonello da Messina, emessa dal 1979 al 1983

Sulla sinistra del recto è rappresentato il Ritratto d'uomo di Antonello da Messina, conservato presso la National Gallery di Londra. A destra, in filigrana a punto fisso, è raffigurato il busto dello stesso personaggio. Sul lato destro il leone alato di San Marco, simbolo di Venezia, sovrastante gli stemmi di Genova, Pisa e Amalfi, le Repubbliche marinare. La rappresentazione del leone sovrastante gli stemmi si trova anche nella banconota da 10 000 lire emessa tra il 1976 e il 1984, detta Machiavelli.
Sul verso si possono vedere dei monumenti idealizzati e in primo piano la Fontana delle tartarughe in Piazza Mattei a Roma, in alto a destra è raffigurato il rosone presente sulla facciata della Concattedrale di Troia (Fg), a undici raggi, l'unico al mondo. 
- Bozzetto: Giovanni Pino.
- Incisione: Trento Cionini.
- Dimensioni: circa 126 mm × 61 mm (con scarsi margini bianchi).
- Carta: filigranata, lievemente colorata, di impasto speciale ad alte caratteristiche, contenente fibrille luminescenti e un filo di sicurezza svolgentesi in senso verticale.
- Caratteristiche tecniche: stampato in calcografia e offset.
- Officina: Officina della Banca d'Italia.
- Numero di pezzi autorizzati: 340 000 000
- Normativa: decreto ministeriale 2 marzo 1979
- Entrata in circolazione: 16 luglio 1979
- Fuori corso: 1º marzo 1989

## Quinta serie: Bellini

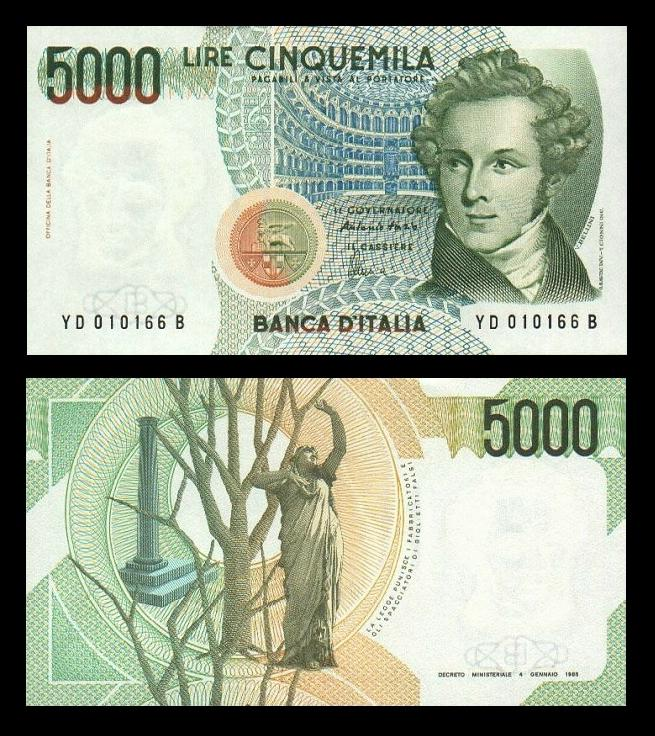
La banconota da 5 000 lire con Vincenzo Bellini, emessa dal 1985 al 1996.

Sul retro della banconota è raffigurato sulla destra un ritratto di Vincenzo Bellini, tratto da un'incisione eseguita da G. Bozza su disegno di Natale Schiavoni, e alle sue spalle si vede l'immagine dell'interno del Teatro Massimo Vincenzo Bellini di Catania. La filigrana, a punto fisso, è costituita da tre elementi: nella parte sinistra del biglietto è riportata la stessa testina in chiaroscuro di Vincenzo Bellini. Nella zona immediatamente sottostante è riportato, in filigrana a linea chiara, il monogramma "BI" compreso tra motivi ornamentali; a destra sono riprodotti, con effetto chiaroscuro, elementi geometrici adiacenti l'uno all'altro, di forma rettangolare, con il lato maggiore disposto in direzione verticale.
Sul verso della banconota è invece riportata una stilizzazione di una scena della Norma, i cui elementi principali sono un albero e una colonna con basamento e la riproduzione della statua raffigurante Norma, tratta dal monumento a Bellini, opera dello scultore Giulio Monteverde, che si trova a Catania.
L'ultima banconota in lire, stampata il 28 luglio 2000, è stata proprio una 5000 lire.
- Bozzetto: Guglielmo Savini.
- Incisione: Trento Cionini.
- Dimensioni: 126 mm × 70 mm
- Carta: filigranata, lievemente colorata, di impasto speciale ad alte caratteristiche, contenente fibrille luminescenti e un filo di sicurezza svolgentesi in senso verticale.
- Caratteristiche tecniche: stampato in calcografia e offset secco e umido.
- Officina: Officina della Banca d'Italia.
- Numero pezzi autorizzati: 1 400 000 000
- Normativa: decreto ministeriale 4 gennaio 1985
- Entrata in circolazione: 8 luglio 1985
- Fuori corso: 1º marzo 2002